# Перед рассветом (фильм, 1995)
«Перед рассветом» (англ. Before Sunrise) — кинофильм режиссёра Ричарда Линклейтера, вышедший на экраны в 1995 году. Фильм получил приз «Серебряный медведь» за лучшую режиссуру на Берлинском кинофестивале. Лента имеет два продолжения — «Перед закатом» (2004) и «Перед полуночью» (2013 год).

## Сюжет
Фильм показывает американца Джесси (Итан Хоук), который едет в Вену, чтобы там сесть на самолёт в Америку, и француженку Селин (Жюли Дельпи), на пути в Париж, чтобы стать студенткой в Сорбонне. Они встречаются в поезде, и после беседы в вагоне-ресторане, Джесси убеждает Селин сойти с поезда в Вене, чтобы провести вечер и ночь вместе.
Основное действие в фильме происходит на протяжении всего лишь одной романтической ночи в Вене. В конце фильма главные герои расстаются, решив встретиться на месте расставания через 6 месяцев. Дальнейшее развитие этой истории с теми же исполнителями главных ролей и режиссёром, показано в фильмах «Перед закатом» (2004) и «Перед полуночью» (2013), действие каждого из которых происходит с интервалами в 9 лет в Париже и в Греции.

## В ролях
- Итан Хоук — Джесси
- Жюли Дельпи — Селин
- Андреа Экерт — женщина в поезде
- Ханно Пёшль — мужчина в поезде
- Карл Брукшвайгер — парень на мосту
- Текс Рубиновиц — парень на мосту
- Доминик Кастелл — уличный поэт
- Эрни Мангольд — гадалка
- Харольд Вайглайн — гитарист

## Факты
- Книги, которые Селин и Джесси читали в поезде, — антология Жоржа Батай у Селин и автобиография Клауса Кински у Джесси.
- Герои Джесси и Селин появляются не только в сиквелах «Перед закатом» и «Перед полуночью», но и в фильме 2001 года «Пробуждение жизни».